# Attila (voornaam)
Attila is een voornaam voor een jongen. Een mogelijke betekenis van Attila is "vadertje" van het in het Gotisch overgenomen Oudturks woord "atta" dat "vader" betekent en de Latijnse verkleinvorm. Een andere betekenis kan een combinatie van het Oudturks "ata" (vader) en "il" (land, gebied) zijn, daarbij zou Attila "Vader van het land" betekenen.

## Afleidingen
- Atila
- Atilla
- Atilano
- Atilo
- Attilia
- Attilio.

Attila is een populaire naam voor jongens in Hongarije en Turkije. Een andere versie van Attila is Etele, de vrouwelijke variant is Etelka.
Soms wordt deze naam afgekort tot 'Ati'.

## Bekende naamdragers
- Attila de Hun
- Attila Valter